# مايلز كينيون
مايلز كينيون (25 ديسمبر 1886 في المملكة المتحدة - 21 نوفمبر 1960 في المملكة المتحدة) (بالإنجليزية: Myles Kenyon)‏ هو لاعب كريكت بريطاني (وحمل سابقاً جنسية المملكة المتحدة لبريطانيا العظمى وأيرلندا). لعب مع نادي مقاطعة لانكشر للكريكت ‏.

## وصلات خارجية
- مايلز كينيون على موقع إي آس بي آن كريك إنفو (الإنجليزية)